# 久保田祐佳
久保田祐佳（1982年11月15日—）是一位日本女性播報員，目前所屬電視台為NHK。

## 經歷
日本靜岡縣靜岡市出身。從靜岡雙葉高等學校、慶應義塾大學文學部畢業後，2005年進入NHK。座右銘是「亦柔亦剛」、「光陰似箭」。
求職之際參加了NHK與朝日電視台的主播徵選，未獲得朝日電視台青睞，最終獲得NHK錄用。 
進入NHK後，被分發到靜岡，並擔任當地的地上數位放送推進大使，第二年即開始主持綜藝節目《解體新SHOW》。
此後調職至東京主播室。2010年8月，與NHK的前輩職員結婚。2011年10月8日，在富士電視台《Mecha-Mecha Iketeru!》的播出的特別單元中，與塔摩利錄製《閑走塔摩利》外景時一起於該節目中上鏡。
她曾兩度主持《NHK紅白歌合戰》副聲道的「紅白裏TALK」，也四次負責《NHK紅白歌合戰》直播採訪的任務。
2016年10月15日，披露懷孕的消息，此後在自身主持的《所先生!辛苦了》（12月15日播出）節目最後宣布進入產休。產下長女後，2017年9月末復歸螢幕前。2019年底，再產下一子。。

## 主持節目

### 現在主持節目
- 《所先生!辛苦了（日语：所さん!大変ですよ）》（2014年12月26日、2015年4月－2016年12月15日、2018年4月5日－）
- 《怎麼做這樣做（日语：ドスルコスル）》（NHK教育頻道，2018年4月12日－） - 旁白

## 主要同期主播
- 黑田信哉（日语：黒田信哉）（大阪→大分→東京主播室→廣島）
- 佐藤俊吉（日语：佐藤俊吉）（福岡→鳥取→新潟→東京主播室→新潟）
- 三條雅幸（日语：三條雅幸）（名古屋→富山→岡山→東京主播室）
- 田所拓也（日语：田所拓也）（神戶→熊本→長野→東京主播室）
- 山田大樹（日语：山田大樹 (アナウンサー)）（新潟→長崎→東京主播室→名古屋）
- 中村愛（日语：中村愛 (アナウンサー)）（松江→仙台→退職）
- 中村慶子（德島→大阪→東京主播室）

## 外部連結
- アナウンスルーム・久保田祐佳 （页面存档备份，存于） （日語）